# IC 767
IC 767 је елиптична галаксија у сазвјежђу Дјевица која се налази на листи објеката дубоког неба у Индекс каталогу.
Деклинација објекта је + 12° 6' 15" а ректасцензија 12h 11m 2,8s. Привидна величина (магнитуда) објекта IC 767 износи 13,8 а фотографска магнитуда 14,8. IC 767 је још познат и под ознакама MCG 2-31-42, MK 760, CGCG 69-73, VCC 32, PGC 38792.